# Чарыев, Амандурды
Амандурды Чарыев (род. 13 апреля 1933, Чарлак-Яб, Мервский район) — советский сельскохозяйственный работник. Герой Социалистического Труда (1966), в 1988 году лишённый звания.

## Биография
Амандурды Чарыев родился 13 апреля 1933 года в селе Чарлак-Яб Мервского района Туркменской ССР (сейчас Марыйского этрапа Марыйского велаята Туркменистана) в крестьянской семье. По национальности туркмен.

### Ранние годы
В 10-летнем возрасте стал сиротой, после чего воспитывался в семье старшего брата.
В 1947 году окончил семь классов школы в Чарлак-Ябе.
Первоначально работал чабаном в совхозе «1 Мая» в Марыйском районе. После того, как в 1953 году окончил полугодичные курсы механизаторов при Ашхабадском училище механизации, трудился в Мары машинистом строительно-монтажного управления «Каракум-канал».
В 1954 году окончил шофёрские курсы и возвратился в Чарлак-Яб и колхоз «1 Мая», где стал заведовать гаражом, а в 1961 году перешёл на ту же должность в совхоз «Байрам-Али».

### Работа в хлопководстве
В 1962 году стал работать механиком-водителем хлопкоуборочной машины в совхозе «Байрам-Али». С самого начала стал демонстрировать высокие результаты в сборе хлопка-сырца: в 1962 года собрал 150 тонн, а в 1963 году — 164 тонны. В 1964 году Чарыев стал бригадиром комплексной бригады по возделыванию хлопчатника, которая также собирала высокие урожаи. Так, в том же году со 160 гектаров плантации бригада сдала 428,7 тонны хлопка-сырца при плане в 232 тонны, причём сам Чарыев собрал 155 тонн. В 1965 году с той же площади бригада сдала 431 тонну хлопка, Чарыев собрал 170 тонн.
30 апреля 1966 года Указом Президиума Верховного Совета СССР за успехи, достигнутые в увеличении производства и заготовок хлопка-сырца, удостоен звания Героя Социалистического Труда с вручением ордена Ленина и золотой медали «Серп и Молот».
Впоследствии Чарыев получил высшее образование, окончив институт, и был избран председателем колхоза «1 Мая» в Векиль-Базарском районе.
Был награждён орденами Трудового Красного Знамени (7 апреля 1971) и «Знак Почёта» (16 февраля 1963), а также медалями.

### Уголовное дело
В годы перестройки Чарыев был уличён в коррупционных преступлениях. Его обвиняли в хищении государственного имущества в особо крупных размерах на сумму свыше 400 тысяч рублей, неоднократной даче взяток — в совокупности около 80 тысяч рублей, а также в приписках. В частности, в 1984 году по распоряжению секретаря районного комитета КПСС, будучи в сговоре с работником хлопкоприёмного пункта, приобрёл на хлопкоочистительном заводе 400 тонн хлопка-сырца, которые по поддельным документам были зачислены в счёт продукции, сданной колхозом, которым руководил Чарыев. Это привели к фальсификации данных о выполнении госплана — с 89,7 % до 105,4 %.
1 октября 1987 года Ашхабадский областной суд признал Чарыева виновным по статьям 95 и 196 (часть 2) УК Туркменской ССР и приговорил его к 4 годам и 6 месяцам лишения свободы.
Верховный суд Туркменской ССР ходатайствовал о лишении Чарыева звания Героя Социалистического Труда и других наград. 2 августа 1988 года Указом Президиума Верховного Совета СССР за совершение тяжкого преступления был лишён звания Героя Социалистического Труда и всех наград. Родственники отказались вернуть награды.